# João Galego
João Galego es una localidad caboverdiana del municipio de Boa Vista.

## Geografía
La localidad está situada en la isla de Boa Vista.

## Organización territorial
La localidad abarca el lugar de:
- João Galego